# Atrina tuberculosa
Die Atrina tuberculosa ist eine Muschel-Art aus der Familie der Steckmuscheln (Pinnidae). Verbreitungsgebiete sind der östliche Pazifik vom Golf von Kalifornien bis Panama sowie die Gewässer um die Galapagos-Inseln.

## Merkmale
Das gleichklappige, schinkenförmige Gehäuse wird bis zu 29 cm lang. Die kleinen Wirbel sitzen nahe dem Vorderende. Der Dorsalrand ist am Vorderende zunächst konkav, dann nahezu gerade. Der Ventralrand ist am Vorderende ebenfalls konkav, zum Hinterende hin konvex gewölbt. Der Hinterrand ist gut gerundet. Der Umriss ändert sich im Verlauf des Wachstums. 
Der vordere Schließmuskel ist klein, etwas länglich, und sitzt aber nicht ganz randlich am Vorderende. Der hintere Schließmuskel ist dagegen sehr groß und sitzt etwa mittig bis auf drei Fünftel der Gehäuselänge, nicht ganz am oberen Ende der Perlmuttschicht. 
Die Schale ist sehr dick. Sie ist außen dunkelbraun bis fast schwarz gefärbt. Auf der Außenseite von juvenilen Gehäusen sind 12 bis 15 feine radiale Rippen vorhanden, die mit Reihen von spröden, kurzen Dornen besetzt sind. Adulte Exemplare sind meist ohne Rippen und Dornen, es sind nur randparallele Anwachslinien vorhanden. 

### Ähnliche Arten
Im Verbreitungsgebiet von Atrina tuberculosa sind die anderen Atrina-Arten (Atrina texta, Atrina oldroydi, Atrina maura und Atrina cumingii) vertreten. Sie haben eine deutlich hellere braune Farbe und keine so dicken und schweren Schalen. 

## Geographische Verbreitung und Lebensraum
Das Verbreitungsgebiet von Atrina tuberculosa ist der östliche Pazifik vom Golf von Kalifornien (31° N), dem südlichen Niederkalifornien (28° N) bis Panama (7° N) sowie die Gewässer um die Galapagos-Inseln (1° S).
Atrina tuberculosa lebt im Gezeitenbereich und Flachwasser auf schlammigen Böden. In der Mantelhöhle der Muschel lebt die Garnele Pontonia margarita als Kommensale.

## Taxonomie
Das Taxon wurde 1835 von George Brettingham Sowerby I in der ursprünglichen Kombination Pinna tuberculosa vorgeschlagen. Sie wird heute allgemein akzeptiert in die Gattung Atrina gestellt.

## Belege